# Milledgeville, Georgia
Milledgeville är en stad i den amerikanska delstaten Georgia med en yta av 52,4 km² och en folkmängd, som uppgår till 18 757 invånare (2000). Milledgeville är administrativ huvudort i Baldwin County. Orten var huvudstad i Georgia efter Louisville och före Atlanta.